# Abbon-Pierre-François Bonnel de la Brageresse
Abbon-Pierre-François Bonnel de la Brageresse, né le 27 janvier 1757 à Mende (Gévaudan) et mort le 24 juin 1844 à Viviers (Ardèche) était un ecclésiastique français qui fut évêque de Viviers de 1825 à 1841.

## Biographie
Abbon Bonnel de la Brageresse est né dans la petite noblesse mendoise. Durant les troubles de la Révolution française une sorte de schisme se met alors en place dans le Gévaudan (département de la Lozère à partir de 1791). En effet, le collège électoral a nommé, en 1791, un évêque constitutionnel en la personne d'Étienne Nogaret. Pendant ce temps, l'évêque-comte Jean-Arnaud de Castellane refuse de quitter son titre, et résiste aux partisans de Nogaret en se réfugiant dans le château de Chanac. Finalement, ce dernier fuit vers Paris, où il est capturé et exécuté le 9 septembre 1792. Avec lui meurt ainsi le dernier comte de Gévaudan.
L'évêque Nogaret ne fait cependant pas l'unanimité. Il n'est d'ailleurs plus considéré comme évêque à partir de 1794. Durant tous ces troubles, et jusqu'au concordat de 1801, la charge spirituelle du diocèse est alors confiée à Abbon Bonnel.
Après le concordat, le diocèse de Mende est rétabli. Il lui est adjoint celui de Viviers. Le nouvel évêque, Jean-Baptiste de Chabot prend Abbon Bonnel comme vicaire général. Il refuse l'épiscopat de Nantes.
En 1822, le diocèse de Viviers est rétabli, et le 26 octobre 1825, Abbon Bonnel est nommé évêque. Il se retire le 17 juin 1841 et meurt à Viviers le 24 juin 1844.

## Armes
D'azur aux initiales P F B entrelacées de sable.

## Sources et références
1. ↑  Gabalum Christianum ou recherche historico-critiques sur l'église de Mende, JBE Pascal, p. 274
2. ↑  Comte de Saint Saud, Armorial des prélats français du XIXe siècle, Paris, H. Daragon, 1906, 415 p. (lire en ligne), p. 189.